# Iñaki Descarga
Iñaki Descarga Retegui (* 25. August 1976 in Irún, Spanien), kurz Descarga, ist ein spanischer Fußballspieler, der seine Karriere bei Real Unión Irún begann und nach mehrfachen Vereinswechsel 2011 im Alter von 35 Jahren dort auch wieder beendete.

## Spielerkarriere
Der baskische Verteidiger Descarga stammt aus der Jugend des einst legendären Real Unión Irún. Von dort führte sein Weg über die zweite Mannschaft von CA Osasuna in den bezahlten Fußball. In seinen drei Jahren in Pamplona kam er jedoch nur auf neun Einsätze für den damals noch in der zweiten Liga spielenden Verein. Im Jahr 1999 verließ er dann Osasuna in Richtung Eibar, wo er sich bei SD Eibar in der Segunda División durchsetzen konnte.
Schon nach einem Jahr verließ er die Basken wieder, um für UD Levante Tore zu verhindern. Von 2000 bis 2008 spielte er  bei den Levantinern, wobei er zweimal mit seiner Mannschaft aufstieg und einmal wieder den Gang in die Segunda División antreten musste. Er war sogar Mannschaftskapitän.
Im Sommer 2008 wechselte er zu Legia Warschau in die polnische Ekstraklasa, wo er jedoch aufgrund von Verletzungen nur zu drei Ligaeinsätzen kam.
Nach einem Jahr wechselte er wieder zurück nach Spanien in die Segunda División zu seinem Heimatverein Real Unión Irún. Jedoch stieg er ein Jahr später mit der Mannschaft in die Segunda División B ab und beendete seine aktiver Spielerkarriere im Juni 2011.

## Erfolge
- Aufstieg mit UD Levante – 2003/2004
- Aufstieg mit UD Levante – 2005/2006